# Time Inc.
Time Inc. var ett amerikanskt världsomfattande massmediaföretag, grundat den 28 november 1922 av Henry Luce och Briton Hadden, med huvudsäte i New York. Företaget ägde och publicerade över 100 olika tidningstitlar, bland annat tidskriften Time, Sports Illustrated, Fortune, People, Life och Entertainment Weekly. Företaget hade också en filial i Storbritannien under namnet Time Inc. UK (senare sålt och omdöpt till TI Media), som gav ut bland annat What's on TV, NME, Country Life och Wallpaper.
1990 slogs Time Inc. ihop med Warner Communications och bildade mediakonglomeratet Time Warner (nuvarande AT&T-ägda WarnerMedia). Denna sammansättning bestod till den 9 juni 2014, då företaget avknoppades och lanserades på börsen under namnet TIME. I november 2017 annonserade det konkurrerande medieföretaget Meredith Corporation, att de skulle köpa Time Inc. för 2,8 miljarder USD. Affären blev klar den 31 januari 2018.